# Erythrina eggersii
Erythrina eggersii é uma espécie de legume da família Leguminosae.
Pode ser encontrada nos seguintes países: Puerto Rico e Ilhas Virgens Americanas.
Esta espécie está ameaçada por perda de habitat.